# 富文乡
富文乡，中国浙江省杭州市淳安县东部的一个乡，西南距县城17.5公里。富文是千岛湖的源头之一。

## 行政区划
富文乡现辖：
漠川村、聚壁村、燕坑村、六联村、青田村、富文村、方家畈村、查林村、重坑村和章坑村。